# Kangel
Kangel – gaun wikas samiti we wschodniej części Nepalu w strefie Sagarmatha w dystrykcie Solukhumbu. Według nepalskiego spisu powszechnego z 2001 roku liczył on 438 gospodarstw domowych i 2276 mieszkańców (1215 kobiet i 1061 mężczyzn).